# Joan Minuart
Joan Minuart i Parets (Barcelona, 1693-1768) fue un botánico y farmacéutico español. Ingresó en el ejército como boticario militar, y viajó extensamente por España, Francia, Italia y el norte de África (tomó parte en la operación de captura de Orán), preparando con José Quer i Martínez un gran herbario con multitud de semillas y plantas vivas, con las que establecieron un primitivo jardín botánico en Madrid. Con él contó Fernando VI para la fundación del Real Jardín Botánico de Madrid en 1755, transladando el primitivo jardín de Aranjuez, fundado por Felipe II, a un emplazamiento en el soto de Migas Calientes, del que fue nombrado Segundo Catedrático (con José Quer i Martínez como Primer Catedrático) y donde empezó la enseñanza de la Botánica.
Fue amigo y correspondiente del genial Linneo.

## Obra
- 1700. Cerviana sub auspiciis illustrissimi viri D.D. Josephi Cervi. 2 pp.

## Eponimia
Género botánico honrando la memoria del botánico
- (Caryophyllaceae) Minuartia L.[3]
- Calle Minuart, ciudad de San Celoni[4]